# Międzynarodowa Kampania na rzecz Zakazu Min Przeciwpiechotnych
Międzynarodowa Kampania na rzecz Zakazu Min Przeciwpiechotnych (ang. International Campaign to Ban Landmines; ICBL) – organizacja międzynarodowa walcząca o wyeliminowanie min przeciwpiechotnych. Została założona w 1992.
Wraz z założycielką i koordynatorką prac Kampanii, Jody Williams, organizacja została uhonorowana Pokojową Nagrodą Nobla w 1997.
Jednym z sukcesów organizacji jest wprowadzenie w życie traktatu ottawskiego w roku 1997.